# 1930년 전국체육대회 축구 소학부 남자
1930년 전국체육대회 축구 소학부 남자는 일제강점기 조선 경성부에서 개최된 1930년 전국체육대회 축구의 세부 종목이다. 삼흥보통학교, 안악공립보통학교, 흥동학교 등 3개 선수단이 참가하여, 안악공립보통학교가 흥동학교를 상대로 6:0으로 이기고 우승을 차지했다.

## 선수 명단
| 포지션 | 삼흥   | 안악   | 안악   | 흥동   |
| 포지션 | 준결승 | 준결승 | 결승   | 결승   |
| ------ | ------ | ------ | ------ | ------ |
| LW     | 이대성 | 김용제 | 주봉암 | 김성운 |
| LI     | 이갑복 | 박영권 | 유재섭 | 최길봉 |
| C      | 박길성 | 김성순 | 최성복 | 정수천 |
| RI     | 강일선 | 유재섭 | 김성순 | 이제국 |
| RW     | 고노석 | 주봉암 | 김덕문 | 서병운 |
| LH     | 이완식 | 김준성 | 박영권 | 정용준 |
| CH     | 안성근 | 김인형 | 김준성 | 장기풍 |
| RH     | 오덕선 | 박흥서 | 김인형 | 문성모 |
| LF     | 박덕홍 | 박종우 | 박흥서 | 전동혁 |
| RF     | 박영세 | 박기보 | 오진기 | 이제헌 |
| G      | 유복성 | 박찬일 | 박찬일 | 한영희 |

## 경기 결과

### 대진
|  | 준결승           | 준결승   |                  |   | 결승 | 결승 |
|  |                  |          |                  |   |      |      |
|  |                  |          |                  |   |      |      |
|  |                  |          |                  |   |      |      |
|  | 안악공립보통학교 | 10       |                  |   |      |      |
|  | 안악공립보통학교 | 10       |                  |   |      |      |
|  | 삼흥보통학교     | 0        |                  |   |      |      |
|  | 삼흥보통학교     | 0        | 안악공립보통학교 | 6 |      |      |
|  |                  |          | 안악공립보통학교 | 6 |      |      |
|  |                  | 흥동학교 | 0                |   |      |      |
|  | 흥동학교         | 흥동학교 | 0                |   |      |      |
|  |                  |          |                  |   |      |      |
|  | 부전승           |          |                  |   |      |      |
|  |                  |          |                  |   |      |      |

### 준결승
| 안악공립보통학교 | 10 : 0 | 삼흥보통학교 |
| ---------------- | ------ | ------------ |
|                  | 리포트 |              |

### 결승
| 안악공립보통학교 | 6 : 0  | 흥동학교 |
| ---------------- | ------ | -------- |
|                  | 리포트 |          |

## 참고 문헌
- 대한체육회 (1990). 《대한체육회 70년사》.
- 대한체육회 (2011). 《대한체육회 90년사》.
- “제11회 전국체육대회 축구 소학부 남자 준결승 경기 결과”. 대한체육회.
- “제11회 전국체육대회 축구 소학부 남자 결승 경기 결과”. 대한체육회.
- “제십일회전조선축구대회 막상막하의 기술로 전후삼회의 연장전”. 동아일보. 1930년 11월 1일.
- “소학엔 안악공보 중학엔 숭실 우승”. 동아일보. 1930년 11월 3일.